# كأس الملك فؤاد
كأس الملك فؤاد أو كأس الملك مسابقة مصرية سابقة أقيمت بين فرق المناطق المختلفة، التي تم اختيارها من أندية مناطق مختلفة تتنافس على كأس الملك فؤاد. تم تغيير اسمها في عام 1942 إلى كأس الملك فؤاد بعد تغيير اسم كأس الأمير فاروق إلى كأس الملك والتي أصبحت في النهاية كأس مصر بينما تم إيقاف كأس الملك فؤاد.

## الألقاب
- منطقة القاهرة: 19 لقب

- منطقة الإسكندرية: 6 ألقاب

- منطقة القنال: 3 ألقاب

## حسب الموسم
| الموسم  | الفائز           |
| ------- | ---------------- |
| 1924/25 | منطقة القاهرة    |
| 1925/26 | منطقة القاهرة    |
| 1926/27 | منطقة الإسكندرية |
| 1927/28 | منطقة القاهرة    |
| 1928/29 | منطقة القاهرة    |
| 1929/30 | منطقة الإسكندرية |
| 1930/31 | منطقة القاهرة    |
| 1931/32 | منطقة القاهرة    |
| 1932/33 | منطقة الإسكندرية |
| 1933/34 | منطقة القاهرة    |
| 1934/35 | منطقة القنال     |
| 1935/36 | منطقة القنال     |
| 1936/37 | منطقة الإسكندرية |
| 1937/38 | منطقة القنال     |
| 1938/39 | منطقة الإسكندرية |
| 1939/40 | منطقة القاهرة    |
| 1940/41 | منطقة القاهرة    |
| 1941/42 | منطقة القاهرة    |
| 1942/43 | منطقة القاهرة    |
| 1943/44 | منطقة الإسكندرية |
| 1944/45 | منطقة القاهرة    |
| 1945/46 | منطقة القاهرة    |
| 1946/47 | منطقة القاهرة    |
| 1947/48 | منطقة القاهرة    |
| 1948/49 | منطقة القاهرة    |
| 1949/50 | منطقة القاهرة    |
| 1950/51 | منطقة القاهرة    |
| 1951/52 | منطقة القاهرة    |